# イーディス (小惑星)
イーディス (517 Edith) は、小惑星帯に位置する小惑星である。
レイモンド・スミス・ドゥーガンがハイデルベルクのケーニッヒシュトゥール天文台で発見した。彼の姉妹であるイーディス・ドゥーガンにちなんで名づけられた。